# ドリュー・バリモア (ポルノ女優)
ドリュー・バリモア（Dru Berrymore、1969年8月11日 - ）は、ドイツのポルノ女優。
1997年、デイヴィッド・リンチ監督の映画作品『ロスト・ハイウェイ』で端役を務めた。また、『ダイ・ハード2』ではデニス・フランツ演じるカーマイン・ロレンゾの秘書役として出演している。

## 受賞歴
- 2004AVNアワード 助演女優賞 - Heart of Darkness[2]
- 2004AVNアワード 最優秀グループセックス賞 - Looking in[2]
- 2004AVNアワード 最優秀女同士のセックス賞 - Snakeskin[2]